# Монастырское (Винницкая область)
Монастырское (укр. Монастирське; до 2016 года — Ма́рксово, укр. Марксове) — село на Украине, находится в Немировском районе Винницкой области.
Код КОАТУУ — 0523085101. Население по переписи 2001 года составляет 989 человек. Почтовый индекс — 22872. Телефонный код — 4331.
Занимает площадь 2,679 км².

## Адрес местного совета
22872, Винницкая область, Немировский р-н, с. Монастырское